# Колядо, Владимир Наумович
Владимир Наумович Колядо (1908—1987) — советский инженер и организатор промышленности, директор Пензенского часового завода Министерства приборостроения, средств автоматизации и систем управления СССР. Герой Социалистического Труда (1971).

## Биография
Родился 22 мая 1908 года в городе Смоленске, Смоленской губернии Российская империя.
С  1928 года после окончания школы, в возрасте двадцати лет, начал свою трудовую деятельность в Смоленске. С 1930 по 1936 годы проходил обучение в  Ленинградском институте точной механики и оптики.
С  1936 по 1940 годы работал на Пензенском велосипедном заводе имени М. В. Фрунзе: с 1936 по 1938 годы работал начальником участка, с 1938 по 1940 годы — начальником цеха этого завода.
С 1940 по 1950 годы работал в должности — начальника платино-мостового цеха, с  1950 по 1964 годы,  в течение  четырнадцати лет, В. Н. Колядо был — главным инженером и заместитель директора Пензенского часового завода.
С 1964 по 1977 годы, в течение тринадцати лет В. Н. Колядо возглавлял Пензенский часовой завод. Под руководством и при непосредственном участии В. Н. Колядо была разработана и внедрена в производство технология поточного метода сборки часов, эта технология была применена впервые в советском приборостроении. 2 июля 1966 года Указом Президиума Верховного Совета СССР «за выдающиеся достижения в труде» Владимир Наумович Колядо был награждён Орденом Трудового Красного Знамени.
В 1967 году Пензенский часовой завод под руководством В. Н. Колядо был удостоен 
Красного и Памятного знамени ЦК КПСС, Президиума Верховного Совета СССР, Совета Министров СССР и ВЦСПС. В 1970 году Указом Президиума Верховного Совета СССР «За досрочное выполнение заданий восьмого пятилетнего плана (1966—1970) и успешное освоение производства новой продукции» Пензенский часовой завод был награждён — Орденом Ленина
20 апреля 1971 года Указом Президиума Верховного Совета СССР «за выдающиеся успехи, достигнутые при выполнении заданий пятилетнего плана по развитию приборостроения и высокие производственные показатели» Владимир Наумович Колядо был удостоен звания Героя Социалистического Труда с вручением Ордена Ленина и золотой медали «Серп и Молот».
С 1977 года вышел на заслуженный отдых.
Помимо основной деятельности занимался и общественно-политической работой:  был членом Пензенского областного и городского комитетов КПСС, избирался депутатом Пензенского городского исполнительного комитета Советов народных депутатов.
С ноября 1977 года – на пенсии.
Скончался 25 апреля 1987 года в Пензе, похоронен на Новозападном кладбище .

## Награды
- Медаль «Серп и Молот» (20.04.1971)
- Орден Ленина (20.04.1971)
- Орден Трудового Красного Знамени (02.07.1966)